# Richard de Sainte-Anne
Le bienheureux Lambert Trouvez (en religion: Richard de Sainte-Anne, de l’Ordre des frères mineurs récollets [OFM Rec.]), né en 1585 à Beignée (Ham-sur-Heure), alors dans la Principauté de Liège (Belgique), et mort (brûlé vif) le 10 septembre 1622, à Nagasaki (Japon), est un prêtre franciscain récollet, missionnaire au Japon. Mort pour la foi, il fut béatifié le 7 juillet 1867 par Pie IX.

## Biographie
Après ses premières études, Lambert Trouvez travaille comme apprenti-tailleur. Cependant, attiré par la vie religieuse, il entre chez les franciscains, au couvent de Nivelles en 1604: il a 19 ans. Avec l’habit religieux, il prend le nom de Richard de Sainte-Anne, peut-être en souvenir de ce que, aux dires de sa mère, il fut sauvé des loups par l’intercession de sainte Anne.
Comme franciscain, il exerce d’abord quelque temps son métier de tailleur, mais attiré par la réforme ‘recollettine’ de l’Ordre, il obtient d’être envoyé en Italie (1606). De là, il part en pays de mission.
Il est destiné aux Indes Orientales, c'est-à-dire le Nouveau Monde. Et pour ce faire on l’envoie en Espagne où il devient membre de la province franciscaine de Madrid (ainsi, il est parfois connu sous le nom de ‘Ricardo de S.Ana’). En 1608, il part pour le Mexique. De là, il passe aux Philippines. Comme on lui reconnaît de grandes qualités spirituelles et pastorales, on lui fait faire des études pour qu’il puisse accéder au sacerdoce : il est ordonné prêtre en 1611, à Cebu.
Malgré les grandes incertitudes concernant le travail missionnaire au Japon — les chrétiens sont persécutés et les missionnaires bannis —, il se rend une seconde fois dans ce pays (1617) où il exerce son ministère pastoral de manière clandestine durant 4 ans. À la fin de l’année 1621, il est arrêté, ayant été trahi et dénoncé, comme le sont une trentaine de ses compagnons. 
Prisonnier (à Omura) et enfermé dans une étroite cage durant de longs mois, il est finalement brûlé vif le 10 septembre 1622, à Nagasaki, en compagnie d’une quarantaine de compagnons d’infortune, femmes et enfants, missionnaires étrangers de divers ordres religieux, et laïcs japonais et coréens. D’autres sont décapités. En tout, 52 chrétiens sont mis à mort. C’est ce que l’on appelle le 'Grand martyre de Nagasaki' (1622).
Avec les autres, le frère Richard de Sainte-Anne fut déclaré « martyr » et béatifié le 7 juillet 1867 par Pie IX.

## Souvenir et vénération
- La maison natale du bienheureux, dans la rue Ranwez, à Beignée existe toujours. L’église Saint-Martin de Ham-sur-Heure possède un autel dédié au bienheureux martyr.
- Depuis 2003 une procession annuelle, la  ‘Marche du Bienheureux Richard’ fait à nouveau le tour des rues du village, comme c’était souvent le cas dans les années 1970.